# Кристиан V (граф Ольденбурга)
Христиан V, Кристиан V (1342 — 6 апреля 1399) — граф Ольденбурга с 1368 по 1398. Предок по прямой мужской линии императоров России от Петра III и последующих.
Сын Конрада I Ольденбургского и Ингеборги Брауншвейгской.
После смерти отца с 1368 года правил Ольденбургом совместно со старшим братом Конрадом II, а после смерти Конрада II (1386 год) с его сыном Морицем II.
Был женат на Агнессе фон Хонштейн, отец графов Христиана VI и Дитриха Счастливого, предок королей Дании и князей Шлезвиг-Гольштейн-Зондербург-Глюксбургов.